# باشگاه فوتبال بکنهام تاون
باشگاه فوتبال بکنهام تاون (به انگلیسی: Beckenham Town Football Club) یک باشگاه فوتبال در شهر بکنهام، کشور انگلستان است که در سال ۱۹۷۱ میلادی تأسیس شده‌است.